# الدعوة إلى الصلاة

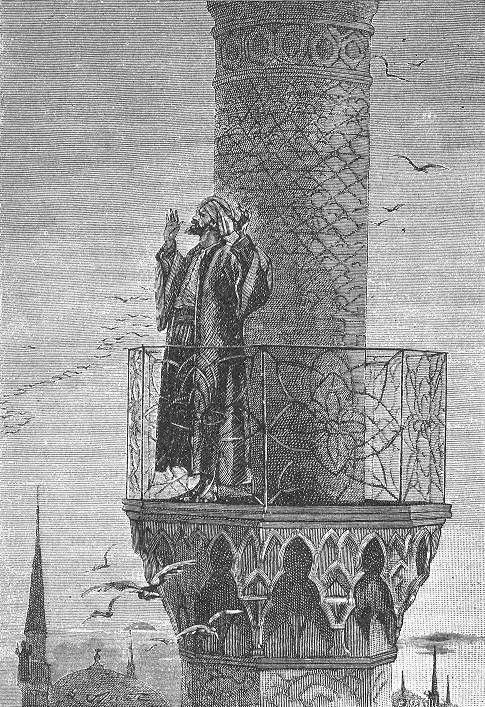
المؤذن

الدعوة إلى الصلاة هي دعوة للمشاركين في ديانة ما لحضور عبادة جماعية أو لبدء مجموعة مطلوبة من الصلوات. يُعتبر هذا النوع من الدعوة واحدًا من أقدم أشكال الاتصالات، حيث يُتواصل بين الناس عبر مسافات كبيرة. جميع الأديان لديها شكل من أشكال الصلاة، والعديد من الأديان الرئيسة لديها شكل من أشكال الدعوة إلى الصلاة.

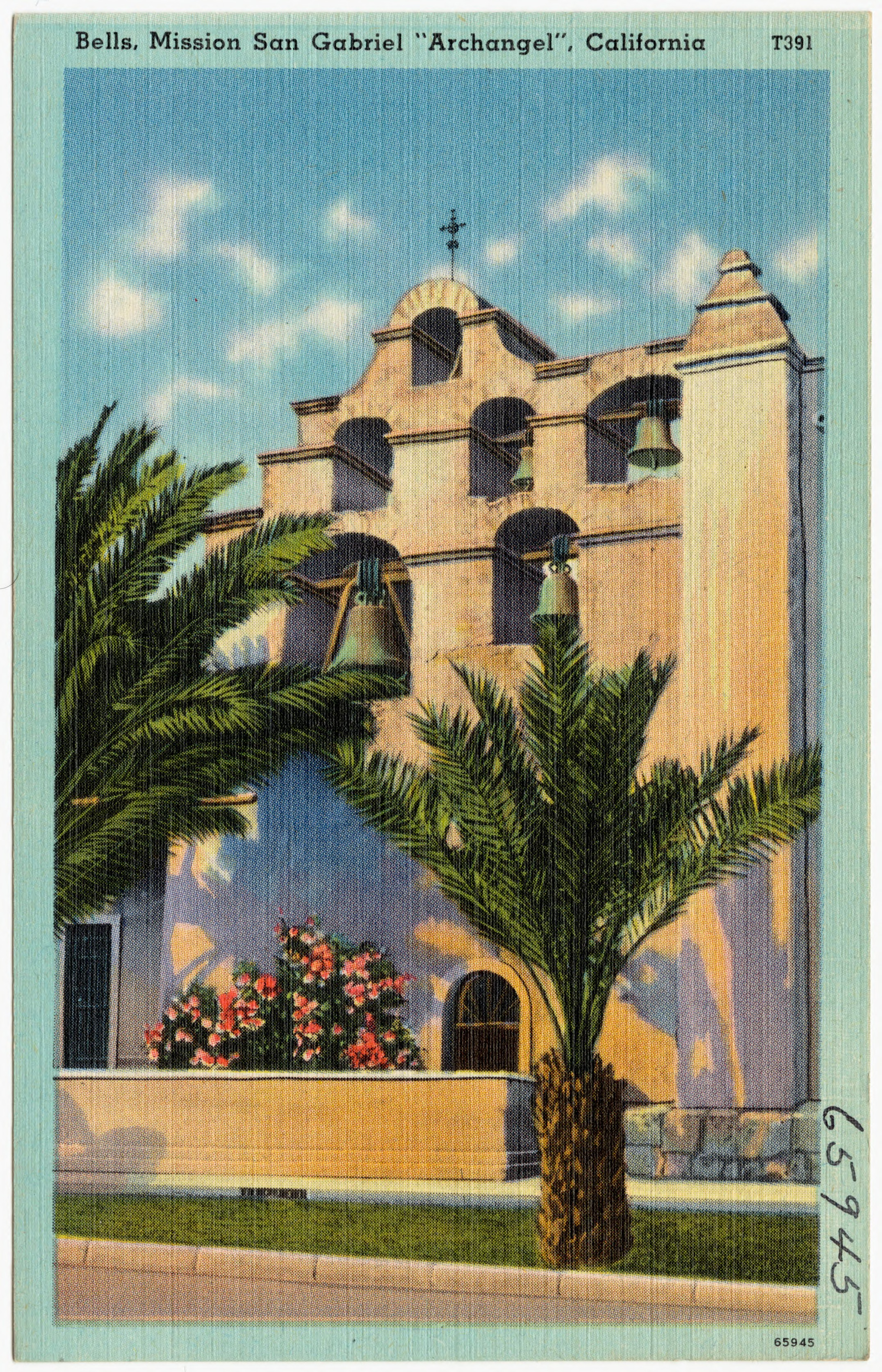
أجراس بعثة سان غابرييل

تدق أجراس الكنائس يوميًا في الطوائف المسيحية الرئيسة في الساعات القانونية التي يتم الصلاة فيها في أوقات ثابتة، وكذلك في بداية خدمة الكنيسة.
في الكنيسة الأولى، كانت تستخدم أساليب مختلفة لاستدعاء المصلين : العزف على الأبواق ، أو ضرب الألواح الخشبية، أو الصراخ، أو استخدام رسول. كانت الأديرة اليونانية تستخدم سيمانترون [الإنجليزية] (لوحة معدنية مسطحة) للإعلان عن الخدمات.
يُنسب تقليديًا إلى بولينوس نولا [الإنجليزية]، أحد آباء الكنيسة الأوائل، تقديم استخدام الجرس في العبادات. كانت أجراس الأبراج تُعرف باسم كامبانا. ومع ذلك، فإن الاختراع المنسوب إلى بولينوس كان على الأرجح من عمل نيكيتاس الريميسياني [الإنجليزية] ، والأرجح أنه استُخدم في الكنائس التي استخدمتها البيسي في مرتفعات تراقيا الغربية. في عام 604 م، قدم البابا سابينيان رنين الأجراس في الساعات الكنسية والاحتفال بالقداس الإلهي. انتشر استخدامها بسرعة حيث لم تكن الأجراس مفيدة في الإشارة إلى الدعوة للعبادة فحسب، بل كان من الممكن استخدامها في أوقات الخطر.
كانت التينتينابولي [الإنجليزية] الرومانية مصنوعة من المعدن المزور ولم تكن كبيرة الحجم. بحلول نهاية القرن السابع ، سُبكَت أجراس أكبر حجمًا قادمة من كامبانيا ونولا. وبناءً على ذلك، أخذت الأجراس أسماء كامبانا ونولا التي تحمل نفس الاسم من المدن. بحلول أوائل العصور الوسطى، أصبحت أجراس الكنائس شائعة في بقية أنحاء أوروبا، ومن المرجح أن يكون المبشرون الأيرلنديون قد نشروها وتأثيرهم القلطي.

## الإسلام
الأذان هو النداء الإسلامي للصلاة. له أسماء مختلفة في لغات مختلفة. ويقرأه المؤذن في أوقات محددة من اليوم. ويرفع النداء بصوت عال من المسجد خمس مرات في اليوم في معظم الأيام وطوال اليوم خلال الأعياد الدينية عيد الفطر وعيد الأضحى، تقليديا من المئذنة. وهو أول نداء للمسلمين لدخول المسجد للصلاة المفروضة. النداء الثاني، المعروف باسم الإقامة، يدعو الموجودين داخل المسجد للاصطفاف لبدء الصلاة. إن الهدف الرئيس وراء رفع الأذان بصوت عالٍ عدة مرات في كل مسجد هو توفير ملخص واضح للعقيدة الإسلامية للجميع. وبعد أن يتم النداء يتجمع المسلمون للذهاب للصلاة.

## الهندوسية
في الهندوسية الهندية والهندوسية النيبالية والهندوسية البالية [الإنجليزية] ، فإن التريساندا [الإنجليزية] هي صلاة تُقال ثلاث مرات كل يوم: السادسة صباحًا، والظهر، والسادسة مساءً، بما يتماشى مع تقليد سانديافاندانام [الإنجليزية].

## اليهودية
البارخو هي بداية صلاة اليهود. وهي بمثابة دعوة للصلاة، وتُتلى قبل البركات في صلوات الصباح والمساء اليهودية ( الشمع، والشاحريت [الإنجليزية]، والمعريف [الإنجليزية])، وقبل كل علياء في قراءة التوراة [الإنجليزية].

## طالع أيضًا
- صلاة التبشير الملائكي
- أوغاثا [الإنجليزية]

## قراءة إضافية
- Luty، Kathy؛ Philippart، David (1997). Clip Notes for Church Bulletins. LiturgyTrainingPublications. ج. 1. ISBN:9781568541693. مؤرشف من الأصل في 2022-10-05.

## روابط خارجية
- Nelson، Soraya Sarhaddi (5 أغسطس 2010). "In Cairo, An End To The Cacophony Of Calls To Prayer". All Things Considered. NPR. مؤرشف من الأصل في 2023-02-27.